# Porcelaine de Volkstedt

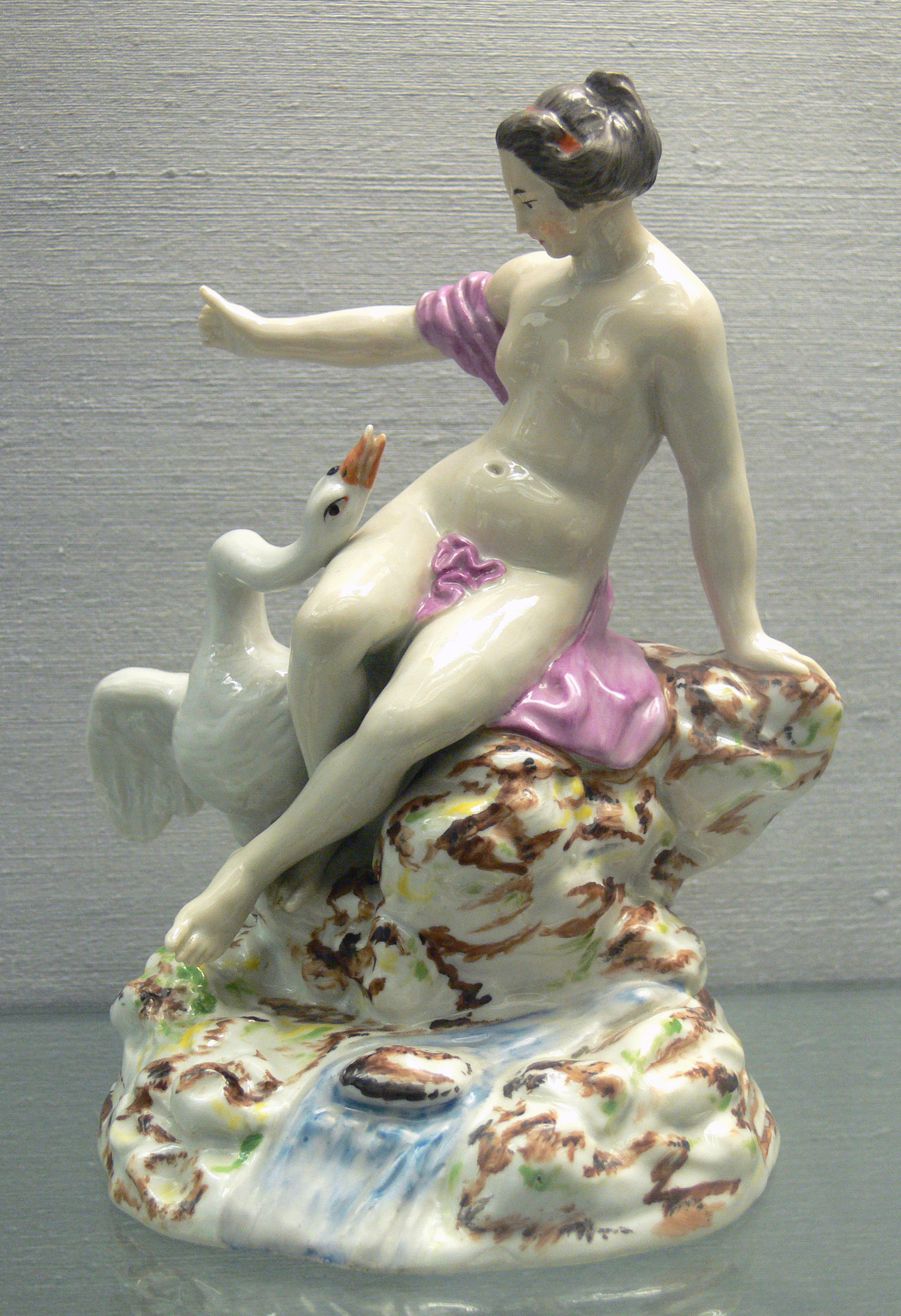
Léda et le cygne, porcelaine de Volkstedt, vers 1785 (Musée des arts décoratifs de Berlin).

La fabrique de porcelaine de Volkstedt, située à Rudolstadt, est la première manufacture de porcelaine de Thuringe, en Allemagne. Elle a été fondée en 1762 et est encore en activité sous le nom d’Aelteste Volkstedter Porzellanmanufaktur, littéralement « la plus ancienne manufacture de porcelaine de Volkstedt ».
La fabrique a pour origine une requête officielle déposée le 8 septembre 1760 par le fabricant de porcelaine Georg Heinrich Macheleid (de) (1723-1801). Macheleid avait longtemps travaillé dans la manufacture de verre de Glücksthal (de) et était parvenu à percer les secrets de la porcelaine, apparemment indépendamment d'Ehrenfried Walther von Tschirnhaus et Johann Friedrich Böttger, les créateurs de la porcelaine de Saxe. Il souhaitait ouvrir une manufacture de porcelaine avec privilège pour fabriquer de la vraie porcelaine dure à Sitzendorf. En 1762, le prince Jean-Frédéric de Schwarzbourg-Rudolstadt, un grand protecteur de la musique et des arts, lui a accordé ce privilège, en spécifiant que la fabrique devait se trouver près de sa cour de Schwarzbourg-Rudolstadt, sous sa direction personnelle.
Volkstedt a gagné une réputation pour ses porcelaines finement modelées et peintes qu'elle conserve encore aujourd'hui auprès des collectionneurs.
En 1797, le landgrave Ernest de Hesse-Philippsthal a racheté la fabrique de Volkstedt, qu'il a revendue deux ans plus tard. En 2006-2007, le bâtiment a été rétabli dans son état du XVIIIe siècle et ouvert au public.
Au XIXe siècle, la fabrique a eu des filiales et des ateliers concurrents à Rudolstadt comme Beyer & Bock, Karl Ens, Kämmer & Kramer, Ernst Bohne Söhne et Müller & Hammer.
Leurs marques, en bleu sous glaçure, comportent le N couronné (repris de la Manufacture de Capodimonte de Naples), une couronne fermée et un R (Rudolstadt) avec les épées croisées (reprises de la porcelaine de Saxe) ou 1762.